# Voormalige Kosteloze Bewaarschool
De Kosteloze bewaarschool is een voormalige bewaarschool  uit 1856 in het centrum van Rotterdam. Het schoolgebouw is een rijksmonument.

## Geschiedenis
De kosteloze bewaarschool met onderwijzerswoning is gedeeltelijk op de fundamenten van de voormalige achttiende-eeuwse Stadsturfloods (sinds 1850 buiten gebruik) gebouwd, naar ontwerp van de stadsarchitect W.N. Rose in een sobere eclectische stijl. Deze school is de zevende en laatste die Rose in zijn hoedanigheid als stadsarchitect heeft ontworpen. In 1897 verkreeg de school de status van 'Bewaarschool tweede klasse'. De school maakt deel uit van een gevelwand die nog de begrenzing aangeeft van de gedempte westelijke stadsvest.

## Architectuur
Het geheel bestaat uit een eenvoudig schoolgebouwtje met oorspronkelijk drie aaneengeschakelde klaslokalen, een speellokaal en een ommuurde speeltuin. De school en onderwijzerswoning zijn op een rechthoekige plattegrond boven een lage natuurstenen plint opgetrokken in wit gepleisterde baksteen. Het schooltje bestaat uit één bouwlaag onder een laag met pannen bedekt schilddak. De onderwijzerswoning heeft twee bouwlagen en een kapverdieping onder een dwars met pannen bedekt zadeldak tussen tuitgevels. De klaslokalen hebben zowel aan de straatzijde als aan de achterzijde elk vier grote rechthoekige schuifvensters met van oorsprong tienruits roedenverdeling, het speellokaal heeft zes grote dito vensters. De gepaarde vensters worden door tussenliggende (gietijzeren) lisenen met sobere palmetkapitelen van elkaar gescheiden, waardoor een heldere verticale geleding ontstaat. Aan weerszijden, op de uiteinden, aan de straatgevel lopen brede (gietijzeren) lisenen van de plint tot aan de kroonlijst. Het pand wordt horizontaal geaccentueerd door een natuurstenen cordonlijst onder de vensters en een overkragende geprofileerde kroonlijst onder de dakrand. De ingang, een eenvoudige houten deur, bevindt zich tussen de twee eerste klaslokalen, direct naast de onderwijzerswoning. De klaslokalen worden intern ontsloten en alleen het speellokaal was voorzien van een toilet. De onderwijzerswoning stond in verbinding met het aangrenzende schoollokaal. De onderwijzerswoning is drie vensterassen breed en heeft aan de straatzijde op de begane grond twee rechthoekige van oorsprong zesledige vensters en links een eenvoudige deur met bovenlicht. Op de eerste verdieping drie zesledige vensters. De bouwlagen worden, direct onder de vensters, geaccentueerd door natuurstenen cordonlijsten. De woning wordt bekroond door een geprofileerde houten kroonlijst.

## Waardering
Zowel de bewaarschool als de onderwijzerswoning is van algemeen belang vanwege de architectuur- en cultuurhistorische waarde, alsook van belang binnen het oeuvre van W.N Rose, als de zevende en tevens laatste school, die Rose voor Rotterdam heeft ontworpen. Binnen de vroegste ontwikkeling van het schoolgebouw is de bewaarschool bovendien typologisch van belang.

## Galerij

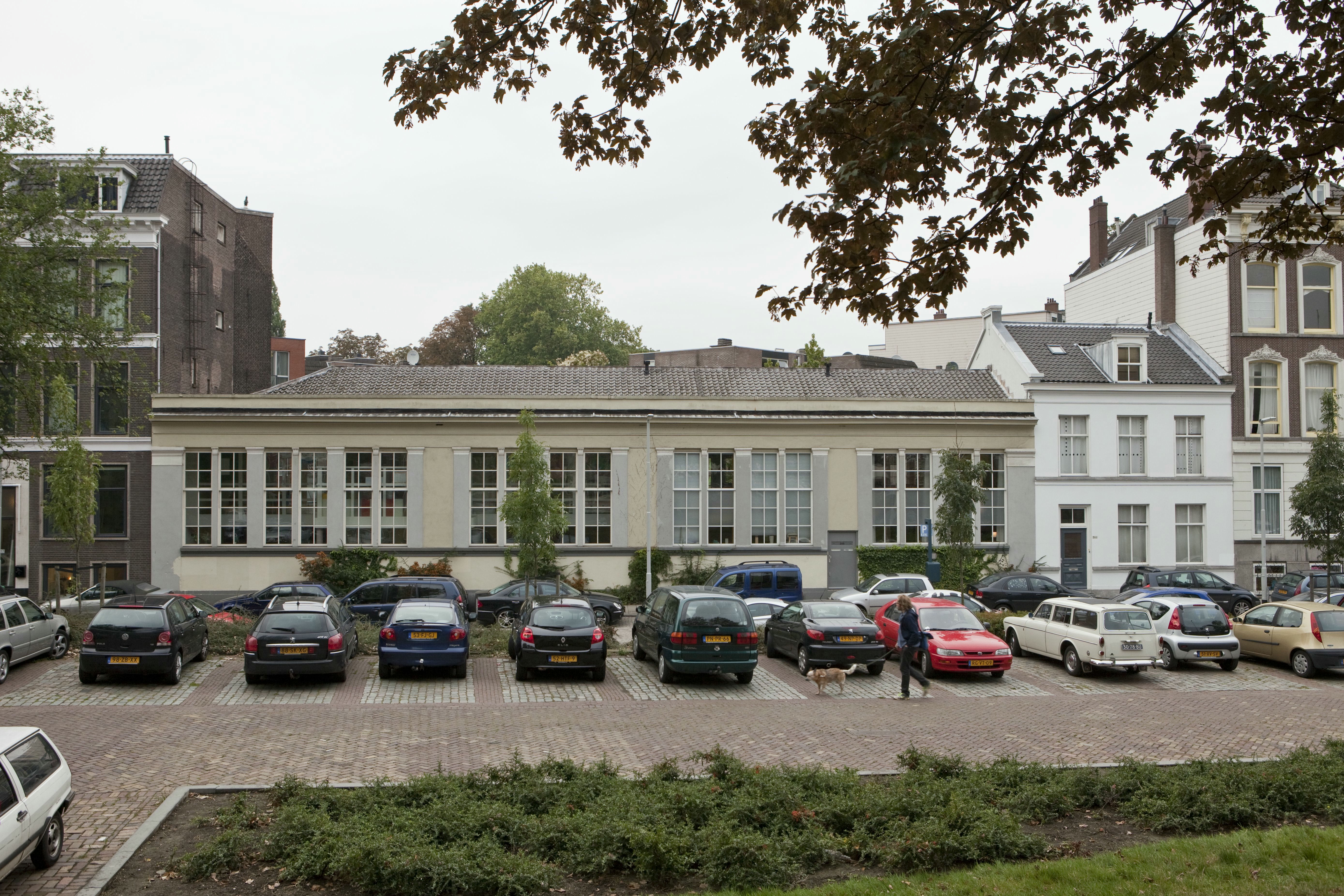
Overzicht school met rechts de onderwijzerswoning
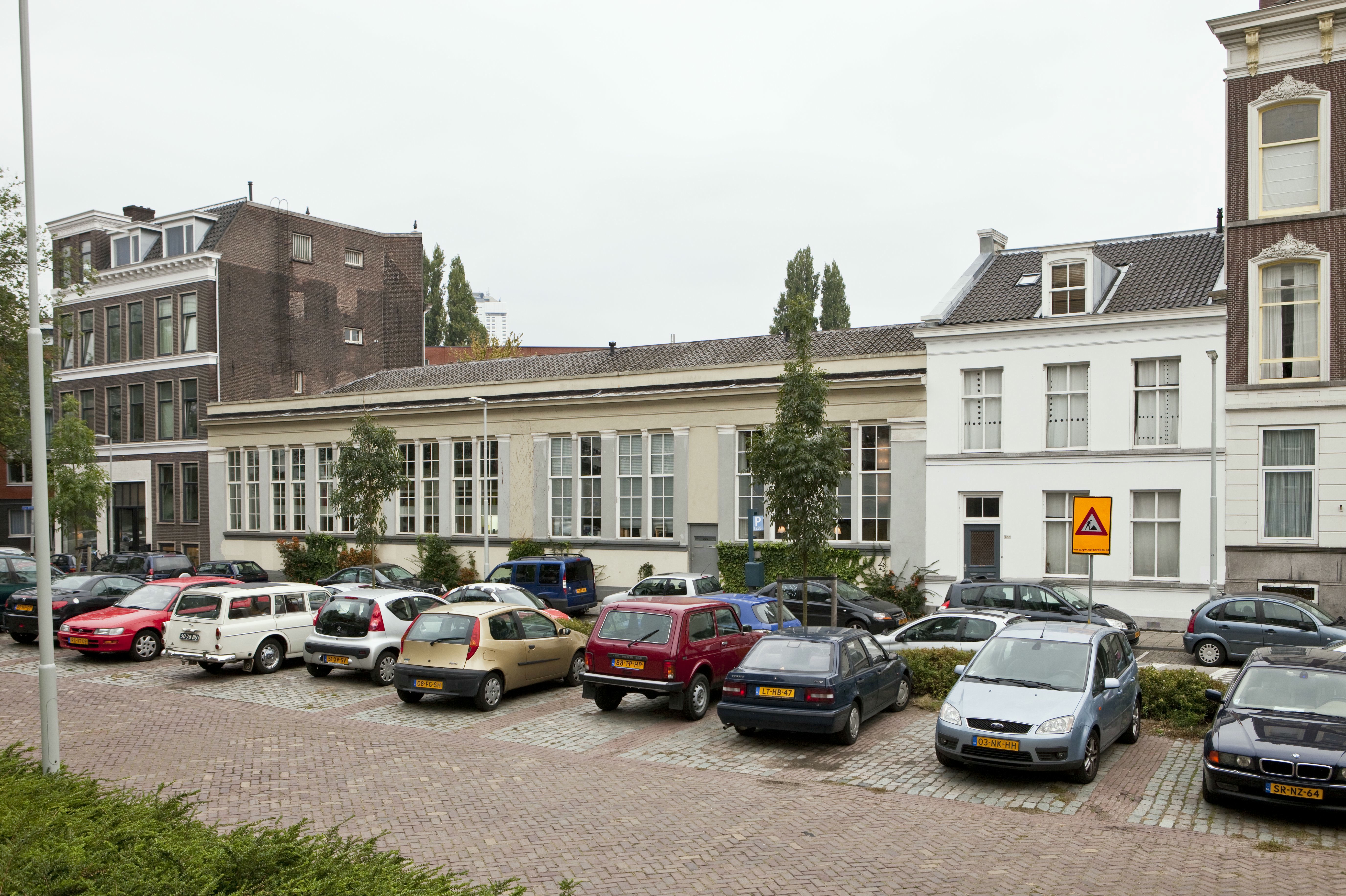
Overzicht school met rechts de onderwijzerswoning
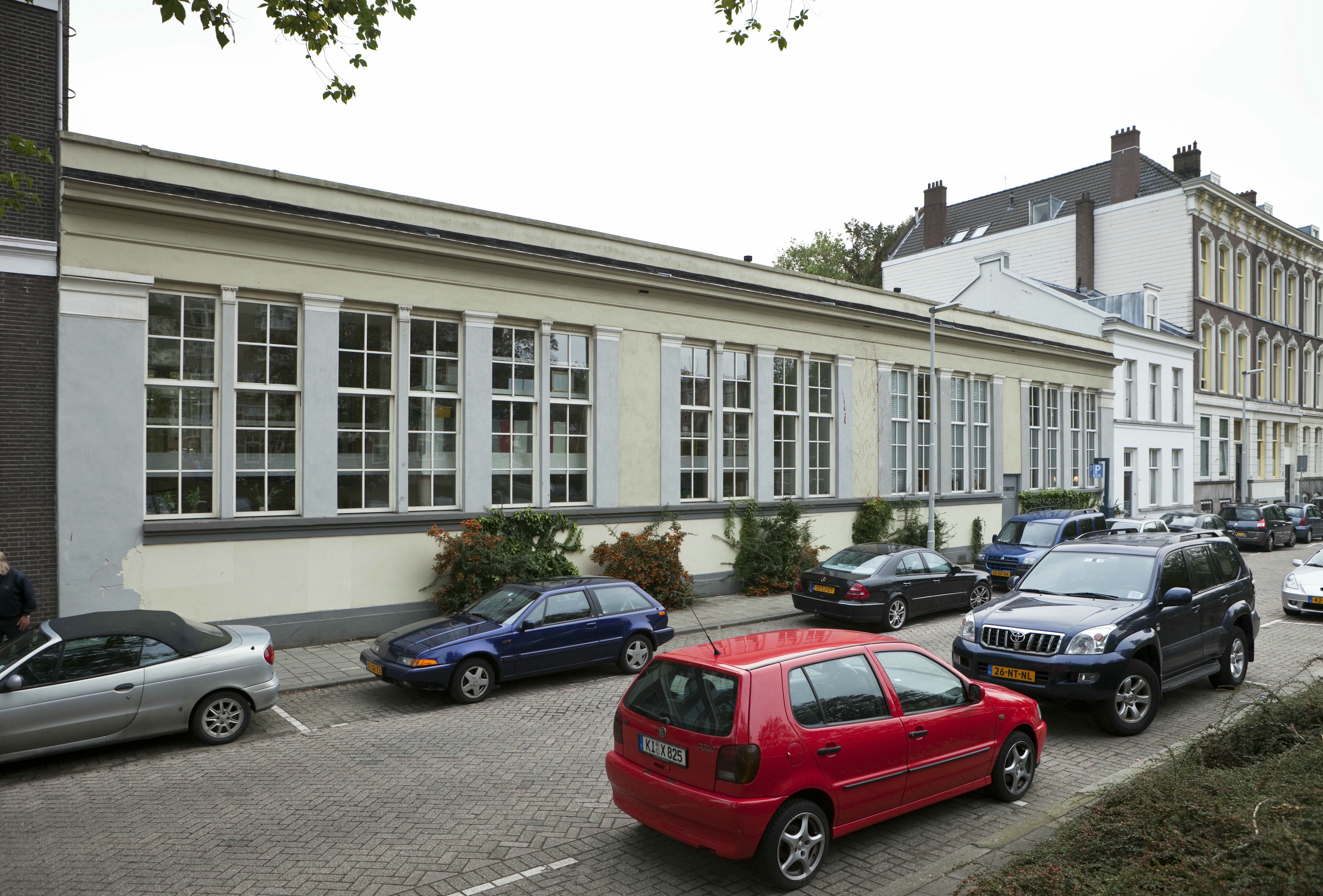
Overzicht voorgevel van de Bewaarschool met rechts de onderwijzerswoning
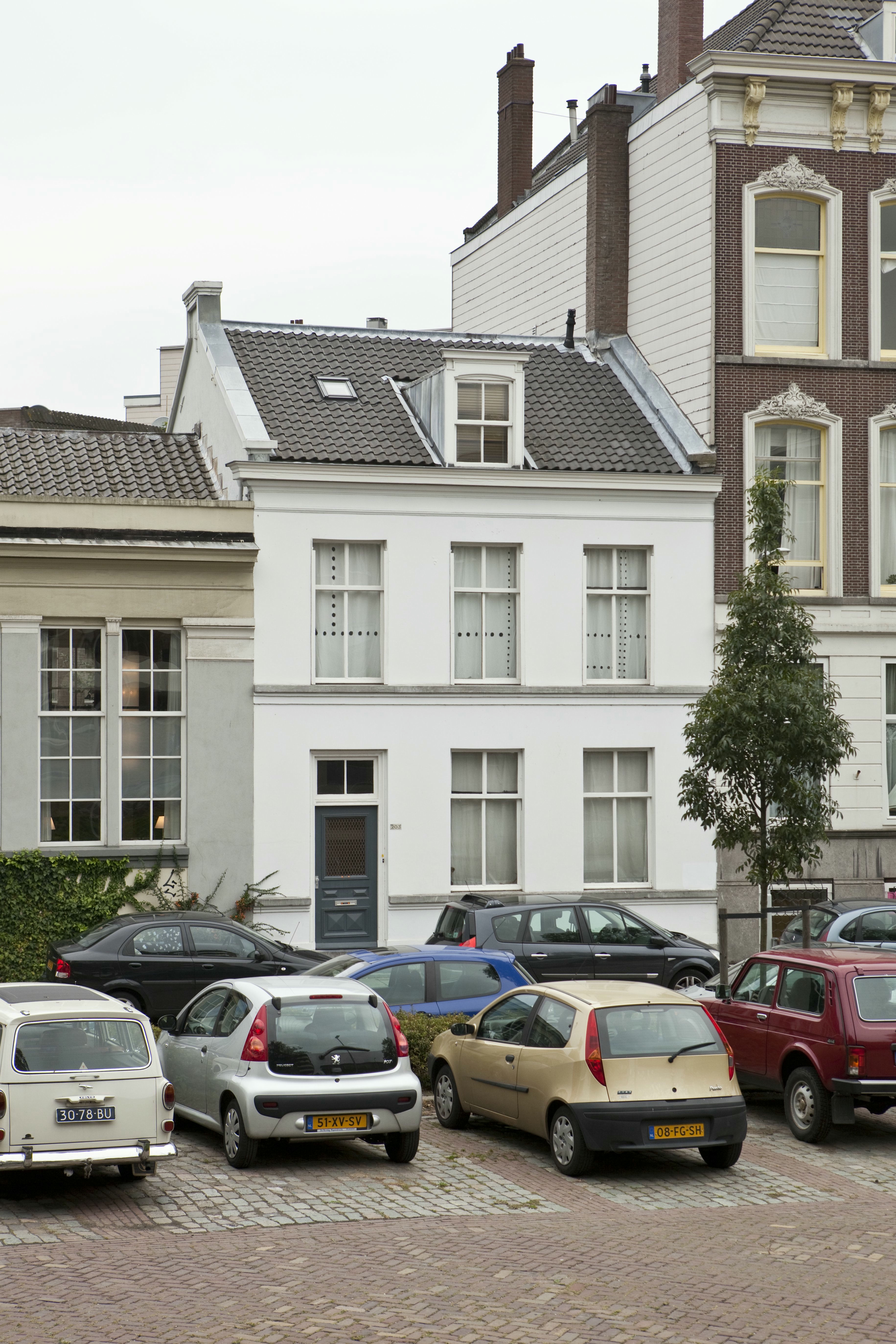
Overzicht voorgevel van de onderwijzerswoning, rechts van de Bewaarschool